# Kharahostes

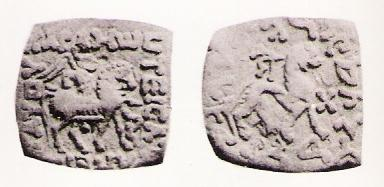
Tiền đúc của Kharahostes (khoảng năm 10 TCN?).
Obverse: Vị vua trên lưng ngựa. Dòng chữ Hy Lạp XAPAHWCTEI CATPAΠEI ARTAYOY ("Phó vương Kharahostes, con trai của Arta"). Kharoahthi mint mark sam
Reverse: Sư tử. Dòng chữ Kharoshthi Chatrapasa pra Kharaustasa Artasa putrasa ("Phó vương Kharahostes, con trai của Arta").

Kharahostes hoặc Kharaostasa là một vị vua Ấn-Scythia (có thể là một phó vương) ở miền bắc tiểu lục địa Ấn Độ vào giai đoạn khoảng từ năm 10 TCN - năm 10 CN. Ông được biết đến nhờ vào những đồng tiền của mình, thường cùng với tên của Azes II, và từ một dòng chữ khắc trên đầu cột sư tử Mathura.
Các đồng tiền của riêng Kharahostes đã chứng thực rằng ông là con trai của Arta. Theo F.W.Thomas và Hendrik Willem Obbink, mẹ của ông là Nada Diaka, và còn là con gái của Ayasia Kamuia. Tuy nhiên, theo Sten Konow, Ayasia Kamuia, là chính cung hoàng hậu của Rajuvula, và là con gái của Kharahostes.
Tiền đúc Kharohostes có mang biểu tượng triều đại (một vòng tròn trong ba ụ tròn nổi), nó khá tương tự mặc dù vậy lại không giống với các biểu tượng triều đại của vị vua Quý Sương Kujula Kadphises (ba ụ tròn nổi liên kết với nhau), điều này đã dẫn đến ý kiến cho rằng họ có thể đã cai trị cùng thời với nhau.
Kharaosta được nhắc đến trong các dòng chữ khắc trên đầu cột sư tử Mathura thường được xác định với phó vương Kharaostas hoặc Kharahostes. Những đồng tiền của Kharaosta được biết đến có hai loại, với những chữ khắc bằng chữ cái Hy Lạp trên mặt phải và bằng tiếng Kharoshthi ở mặt bên.
Những chữ khắc bằng tiếng Hy Lạp và tiếng Kharoshthi trên các đồng tiền như sau:
Kharahostei satrapei Artauou ':' Kṣatrapasa Pra Kharaoṣtasa Artasa Putrasa (của phó vương Kharaosta, con trai của Arta)  Một số đồng tiền của ông còn viết "Ortas" thay cho "Artas".
Một di vật Phật giáo bằng bạc được phát hiện gần đây ở Shinkot thuộc Bajaur (Pakistan) đã đề cập đến một vị vua "Kharayosta", mà được tin rằng thuộc về cuối thế kỷ thứ 1 trước Công nguyên. Vị vua Kharayosta này đã được xác định là "Yuvaraja Kharosta" trong những chữ khắc trên đầu cột sư tử và Kharaostasa hoặc Kharahostes trên các đồng tiền.